# Миза Тсітре
Миза Тсітре (ест. Tsitre mõis, нім. Zitter) — літня дача власників мизи Колга родини Стенбоків, побудована в другій половині XIX століття за наказом графа Карла Магнуса Стенбока (1804–1885) в Тсітре.
Цю літню мизу, зведену на березі Фінської затоки, називали однією з найкрасивіших в  Естонії. В головній будівлі мизи і у віллах, що оточували її, жили влітку також родичі Стенбока та їхні друзі.
Там можна було купатися, займатися верховою їздою, вітрильним спортом і тенісом.
Будівлі мизи були знищені в радянський час, збереглися тільки будинки капітана і начальника порту, а також поставлений в 1892 р. меморіальний камінь будівельникові мизи Карлу Магнусу Стенбоку.

## Галерея

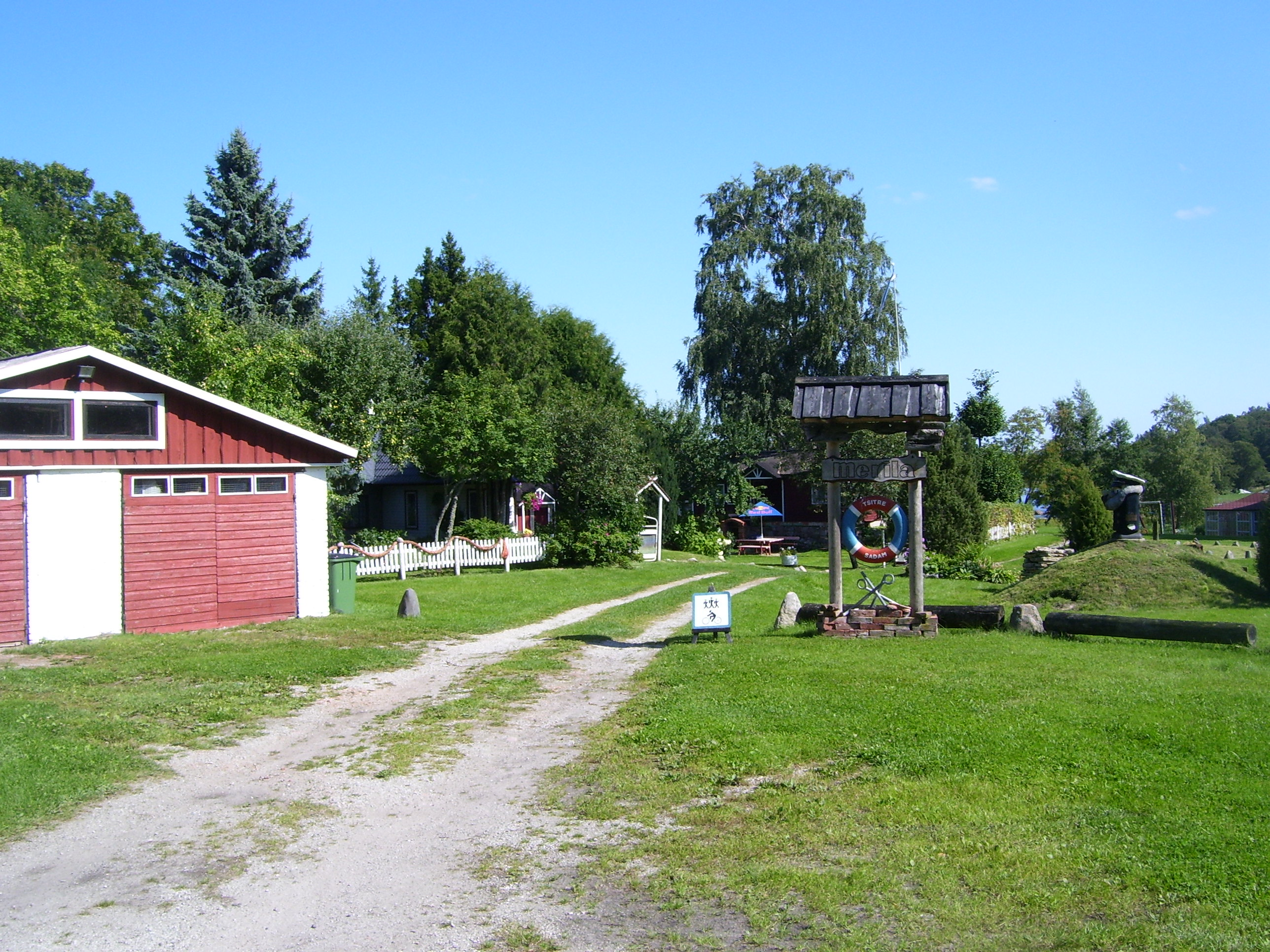
Хутір Меріла
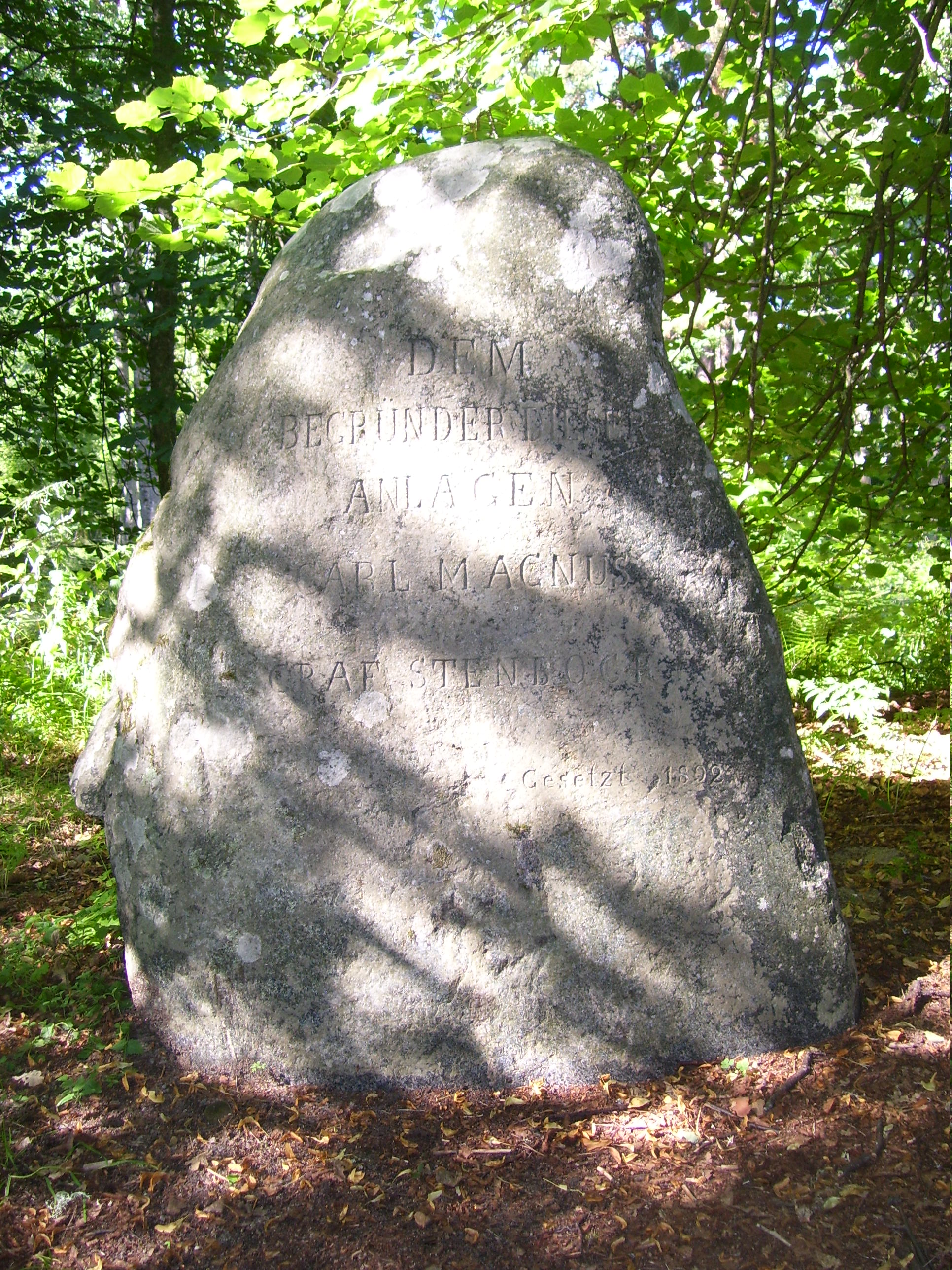
Меморіальний камінь графу Стенбоку
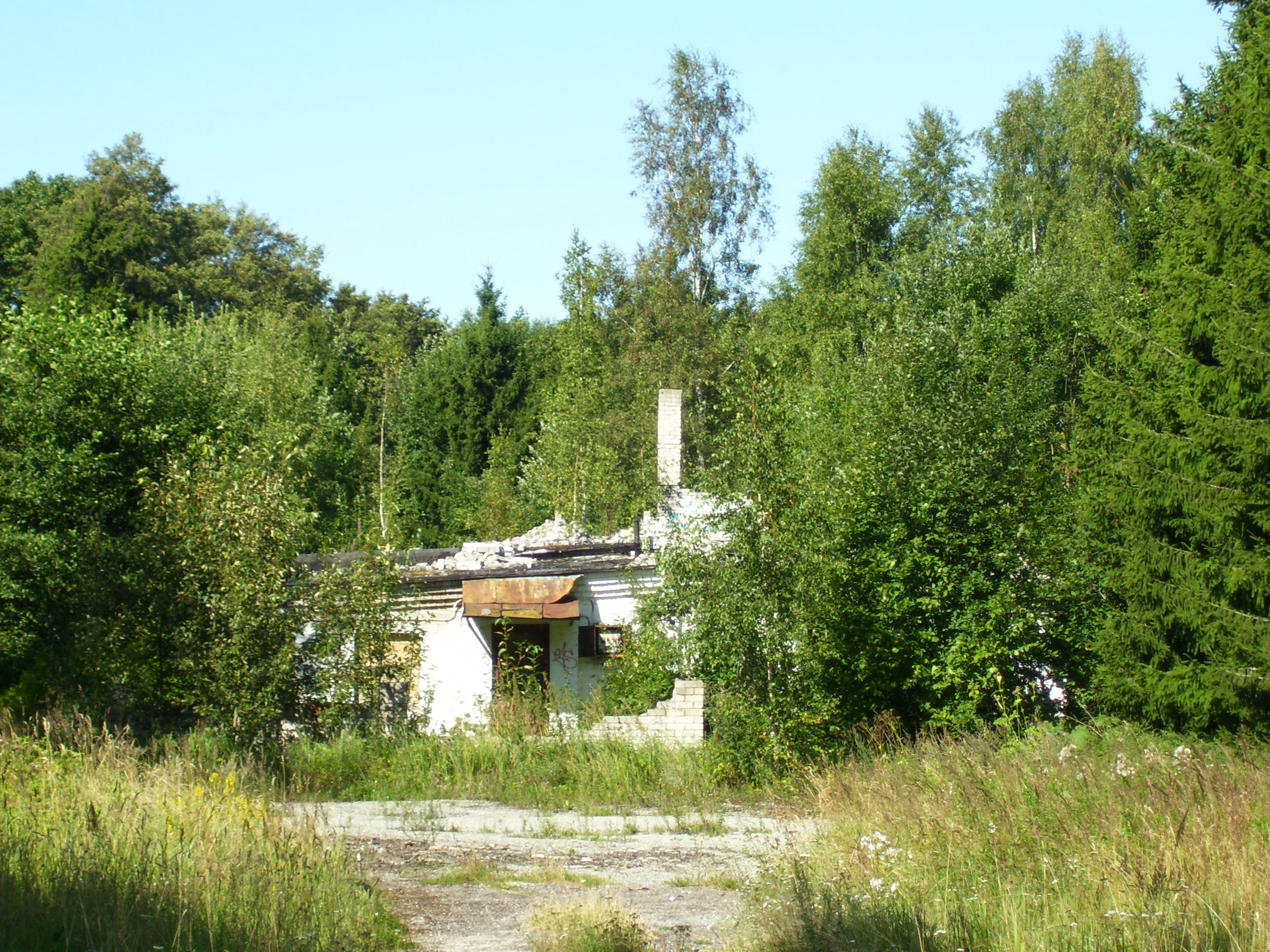
Руїни радянського військового об'єкту на місці колишньої мизи
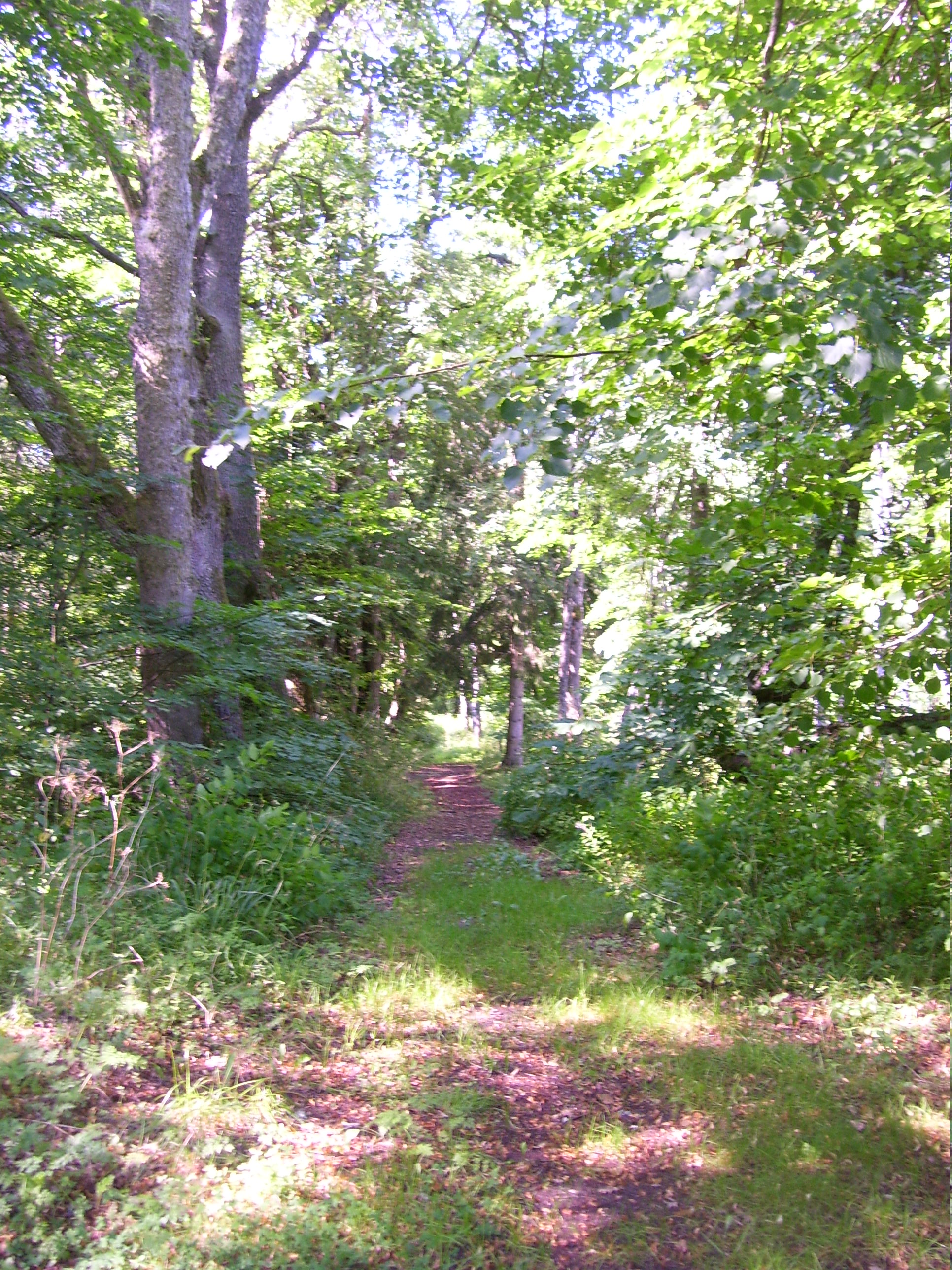
Алея колишньої мизи